# Молода гвардія (хокейний клуб)
Молода гвардія — хокейний клуб з Донецька, в сезоні 2013/14 грав у Молодіжній хокейній лізі. Є афілійованим клубом донецького «Донбасу», який виступає в чемпіонаті України. З сезону 2014/2015 клуб не виступає в Молодіжній хокейній лізі через складну політичну ситуацію в Україні. В даний час доля залишається невідомою.

## Історія
2 квітня 2013 року ХК «Донбас» заявив про старт переговорів з МХЛ з питання включення молодіжної команди клубу в чемпіонат МХЛ сезону 2013/2014 . Головним тренером команди став Олександр Годинюк, з яким 8 квітня був підписаний трирічний контракт, його помічниками стали Сергій Ткаченко та Ігор Чібірєв.
Назва для команди придумали вболівальники. З 4 по 8 квітня 2013 р будь-який відвідувач офіційного сайту ХК «Донбас» міг надіслати свій варіант назви. Серед запропонованих найчастіше зустрічалися три варіанти: «Молода гвардія», «Донецькі скіфи» і «Полум'я Донбасу». ХК «Донбас» влаштував голосування, за результатами якого команда отримала назву - «Молода гвардія». Цей варіант набрав 994 голоси - 45,28% від загальної кількості тих, хто проголосував. За два інших назви - «Донецькі скіфи» і «Полум'я Донбасу» - проголосували 694 людини (31,62 %) І 507 осіб (23,10 %) Відповідно  .
Свій перший офіційний матч, в сезоні 2013/2014, підопічні Олександра Годинюка провели на виїзді, проти петербурзького «Динамо», 3 вересня 2013 року. У цьому матчі перемогла «Молода гвардія» з рахунком 1:4. Автором першої, офіційно покинутій, шайби клубу став нападник - Євген Нікіфоров.

### Виступи в МХЛ
| сезон   | Регулярний чемпіонат          | Плей-офф              |
| ------- | ----------------------------- | --------------------- |
| 2013-14 | 8-е місце в дивізіоні «Центр» | Поразка в 1/16 фіналу |

## Щорічні результати

### Регулярний чемпіонат
Примітка: І - кількість ігор, В - виграші в основний час, ВО - виграші в овертаймі, ВБ - виграші по буллітам, ПО - програші в овертаймі, ПБ - програші по буллітам, П - програші в основний час, ГЗ - голів забито, ДП - голів пропущено, О - очки.
| сезон   | І  | В  | ВО | СБ | ПБ | ПО | П  | Про | ГЗ  | ДП  |
| ------- | -- | -- | -- | -- | -- | -- | -- | --- | --- | --- |
| 2013-14 | 56 | 18 | 1  | 4  | 4  | 3  | 26 | 71  | 146 | 178 |

### Плей-оф
- 2013-2014

1/16 фіналу: «Молода Гвардія» - ХК МВС - 0:3 (1:6, 2:3, 1:4)